# Centro Instructivo Musical de Mislata
El Centro Instructivo Musical de Mislata es una asociación sin ánimo de lucro cuya finalidad es el mantenimiento de una Banda de Música. Desde su fundación, esta institución lúdico-educativa, ha mantenido una trayectoria similar al resto de las sociedades musicales que constituyen uno de los principales focos culturales de la Comunidad Valenciana.

## Historia
La Banda, -que estaba compuesta por un buen número de instrumentos de cuerda, cornetas y tambores e instrumentos de viento-, fue fundada con la denominación de Banda Nova (Banda Nueva), tal vez porque ya existiera en la población otra que se denominaba La Vella (la Vieja) y que estaba adscrita al Casino que todavía existe en la calle Miguel Hernández, propiedad en la actualidad de la sociedad. Su primer concierto fue el 15 de agosto de 1907. Su primer presidente fue Severino Pérez Brell y D. José María Abad Rius el primer director. Posteriormente, el 17 de marzo de 1924 se confeccionaron unos nuevos estatutos pasando a denominarse Unión y Fomento.
Con la presidencia de D. Enrique Pérez Prieto concluyeron las obras del Casino Musical -Casino de la Nova, popularmente-. Constaba de parte social recayente a la calle Mayor y un salón de actos recayente a la calle Salvador Giner, siendo su superficie construida de 600 m. La finalización de las obras y la escritura de obra nueva se realizó en 13 de marzo de 1926.
Por razones económicas, la sociedad tuvo que vender la parte del edificio destinado al Teatro, y su nuevo dueño lo dedicó a salón de cines. Con esta acción la Sociedad pasó de llamarse Unión y Fomento a denominarse Centro Instructivo Musical. Era el año 1932 y su presidente D.Francisco Pérez Requeni.
El domingo 20 de agosto de 1933 se reunieron en un banquete más de 150 personas para celebrar, con gran contento, el 25 aniversario de la banda, con el alcalde Juan Llorens al frente, resaltando como anécdota la intoxicación que padecieron más de 100 personas, achacándola al helado que se consumió como postre.
Las actividades fueron interrumpidas en 1936 a causa de la Guerra Civil Española 1936-1939, siendo requisado el casino para dedicarlo a servicios relacionados con los hechos que acontecían.
Terminada la contienda se reinició la actividad social. En el año 1942, por orden gubernativa, fue clausurado el Casino Musical -Casino de la Nova-, con la acusación de "ser un nido de rojos". Se ordenó la disolución de la Sociedad y todos los bienes se incautaron para ser liquidados posteriormente mediante pública subasta, la cual nunca se llevó a término. La Banda de Música para poder actuar fue encuadrada, obligatoriamente, en la Obra Social de Educación y Descanso.
Esta incautación produjo unos efectos muy negativos en el crecimiento de la Banda de Música al verse privada de la masa social necesaria para desarrollarse. En parte esta falta de ingresos fue paliada con la aportación desinteresada que realizaban los llamados socios protectores, personas que aportaban pequeñas cantidades de forma fija. También se obtuvo del Ayuntamiento los servicios del Director, funcionario municipal y miembro del cuerpo de directores de Bandas de Música.
Este grupo de personas aportaron los fondos necesarios para poder efectuar la compra de un nuevo instrumental en el año 1970 y siguientes.
A pesar de todas estas vicisitudes, la Banda de Música de Mislata fue de las primeras que se integró en la Federación Regional Valenciana de Sociedades musicales, fundada en 1968 para aglutinar todos los intereses de nuestras bandas.
Con el final de la dictadura y la llegada de la democracia, se reclama la devolución del patrimonio y nombre social. Llega el año 1977 y mediante el Real Decreto del 10 de octubre se aceptan los nuevos Estatutos del Centro de Instrucción Musical de Mislata. El viejo patrimonio se recupera iniciando la rehabilitación y adecuación del Casino de la Nova. La inscripción de los nuevos socios comienza y en pocos días se inscriben más de quinientas personas.
Pero el atraso de cuarenta años se deja sentir, a pesar de lo cual la plantilla de la Banda de Música pasa de 100 músicos y se inicia una pequeña Escuela de Educandos a cargo de músicos veteranos que imparten solfeo e instrumento.
En honor a su tesón se reproduce seguidamente la Junta Directiva que consiguió la devolución.
| Cargo                    | Nombre                     | Cargo   | Nombre                          |
| ------------------------ | -------------------------- | ------- | ------------------------------- |
| Presidente               | D. Francisco Pérez Correa  | Vocal   | D. José Sanmartín Segovia       |
| Vice-presidente          | D. Tomás Honorato Suay     | Vocal   | D. José Esteve Ferrándis        |
| Secretario               | D. Antonio Antolí Doménech | Vocal   | D. Victor Alemany Pallardó      |
| Vicesecretario           | D. Josep Honorato Ibáñez   | Vocal   | D. Juan Escorihuela Giménez     |
| Tesorero                 | D. José Pérez Guillot      | Vocal   | D. Rafael Escorihuela Sanchis   |
| Contador                 | D. José Alemany Sanchis    | Vocal   | D. Mario Gimeno Arasa           |
| Delegado Banda de Música | D. Vicente Alemany Sanchis | Vocal   | D. José Sevilla Tebar           |
| Archivero                | D. José Alemany Navarro    | Vocal   | D. Juan Talavera Tebar          |
| Vocal                    | D. José Galarza Cervera    | Adjunto | D. Antonio Galarza Cervera      |
| Vocal                    | D. Rafael Tello Martínez   | Adjunto | D. José Alfonso López Monserrat |
| Vocal                    | D. Enrique Juan Aparici    | Adjunto | D. Tomás Honorato Ibáñez        |

Bajo la presidencia de D Tomás Honorato Ibáñez en el año 1991, se adquirieron los locales del antiguo casino de 'la vella', situados en la calle Miguel Hernández nº 11, y que ocupaba, en régimen de alquiler, el Centro Recreativo y Cultural de Mislata. En Asamblea General el Centro Instructivo Musical acordó su adquisición proponiendo a todos los socios del Centro Recreativo y Cultural de Mislata que se integraran en nuestra sociedad, como socios de pleno derecho. La propuesta fue aceptada y, desde entonces, estos locales se utilizan para los conciertos de la Banda de Música y otras actividades recreativas, utilizando el casino de 'La Nova' como Escuela de Educandos.
Recientemente, en septiembre de 2006 se inauguró la nueva Escuela de Educandos, ubicada en la calle Mayor (antiguo Casino de la Nova) que se reformó con ayuda financiera de la Diputación Provincial de Valencia. En cuanto al local social, durante el año 2007, se finalizó la fachada y se insonorizó el salón de ensayos y conciertos.
El día 15 de noviembre de 2008, Barón Rojo y la Banda del Centro Instructivo Musical, de la mano de su director, el Sr. Andrés Valero, llevan a cabo un proyecto inédito en este país hasta entonces, la actuación conjunta entre un grupo de rock y una banda de este tipo, el concierto se grabó con la intención de publicar un dvd y de paso conmemorar el cien aniversario de la banda sinfónica.

## Presidentes desde su fundación.
| Años mandato | Nombre del Presidente                          |
| ------------ | ---------------------------------------------- |
| 1908-19xx    | D. Severino Pérez Brell (como Banda Nova)      |
| 19xx-19xx    | D. Enrique Pérez Prieto (como Unión y Fomento) |
| 1930-1936    | D. Francisco Pérez Requeni (como CIM)          |
| 1940-1942    | D. Tomás Honorato Suay (como CIM)              |
| 1958-19xx    | D. Tomás Honorato Suay (como E.y D.)           |
| 19xx-1979    | D. Francisco Pérez Correa (como E.y D.)        |
| 1979-1987    | D. Francisco Pérez Correa (como CIM)           |
| 1987-1995    | D. Tomás Honorato Ibáñez                       |
| 1995-2002    | D. Tomás Juan Suay                             |
| 2002-2010    | D. Francisco Pérez Miralles                    |
| 2010-2014    | D. Tomás Juan Suay                             |
| 2014         | D. Fernando Sánchez Ribera                     |

Los presidentes son elegidos para mandatos de cuatro años y la Junta Directiva se renueva, en un cincuenta por cien, cada dos años.

## Estructura artística

### Escuela de Educandos
Para poder disfrutar de una Banda de Música, la Sociedad cuenta con una Escuela de Educandos de la cual se nutre todos los años de varios músicos que en ella aprendieron el noble arte de la música.
La escuela de educandos fue autorizada con la denominación:
Escuela de Música Centro Instructivo Musical de Mislata, mediante RESOLUCIÓN de 23 de febrero de 1998, de la Dirección General de Centros Docentes de la Consejería de Educación y Ciencia de la Generalidad Valenciana, siendo inscrita en el Registro de Centros Docentes de las Escuelas de Música de la Comunidad Valenciana.
Niveles:
- Escoleta musical para niños de 3 a 6 años, impartida por profesorado especializado en metodología infantil: Willems, Dalcroze, Orff, Kodaly.
- Lenguaje musical e instrumento a partir de 7 años, en cuatro cursos.

Las especialidades instrumentales son: flauta, fagot, oboe, clarinete, saxofón, trompeta, trompa, trombón, tuba, bombardino, violín, viola, violonchelo, contrabajo, percusión, pano y guitarra.
- Preparación para las pruebas de acceso a Grado Medio en el conservatorio.
- Danza creativa hasta siete años, actividad dirigida a desarrollar la expresión corporal, coordinación y la compresión del ritmo.
- Clases especiales de música pra adultos sin límite de edad.

### Banda de Música

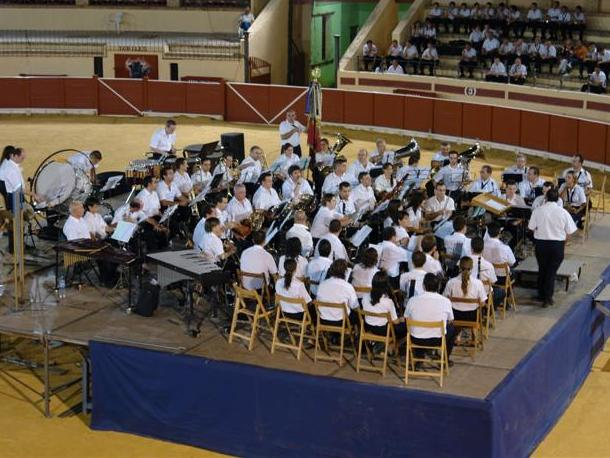
La Banda de Música ofrece un concierto.

La Banda de Música comenzó su trayectoria destacando en diferentes certámenes obteniendo galardones en Requena, Utiel, Llíria, Valencia y otras poblaciones.
Denominándose Banda de Música de Educación y Descanso de Mislata, al ser encuadrada obligatoriamente en la Obra Sindical del Régimen, a partir de 1958 y bajo la dirección de Don Andrés Guna García se consolidó una buena de platilla de músicos - se calculan unos cuarenta-, lo cual permite, ya con D. Valentín Puig Yago al mando, participar en diversos certámenes con buenos resultados.
Es importante la labor desarrollada por el profesor D. Andrés Guna, que, además de tocar en la Banda Municipal de Valencia de la cual era bombardino, impartía solfeo a los pocos educandos que se acercaban a la banda, además de dirigirla de forma desinteresada.
Actualmente la Banda de Música se ha consolidado con más de 100 músicos de media, aunque ante eventos extraordinarios, puede alcanzar los 130.

#### Directores de la Banda de Música
| Años        | Nombre del Director                                                        |
| ----------- | -------------------------------------------------------------------------- |
| 1908-1933   | D. José María Abad Rius                                                    |
| 1933-1936   | D. Tomás Juan Lliri, D.Emilio Marín, D. Salvador Barber y D. Miguel Marcos |
| 1940-1958   | D. Andrés Guna García                                                      |
| 1958-1963   | D. Valentín Puig Yago                                                      |
| 1963-1963   | D. Vicente Puig Yago                                                       |
| 1963-1986   | D. Roberto Sáez Cambres                                                    |
| 1986-1991   | D. Francisco Chornet Mena                                                  |
| 1991-1995   | D. Fernando Ferrer Martínez (Ferrer Ferran)                                |
| 199x-199x   | D. Lamberto Olmos                                                          |
| 199x-199x   | D. Francisco Fort Fenollosa                                                |
| 20xx        | D. Pere Vicent Alamá                                                       |
| 2004- 2008  | D. Andrés Valero Castells                                                  |
| 2009        | D. Ángel Martínez Escutia                                                  |
| 2011 - 2019 | D. Francisco Valero-Terribas                                               |

#### Premios y galardones obtenidos
| Año  | Certamen o actuación                                | Lugar              | Sección                   | Galardón                  | Obras interpretadas | Director                     |
| ---- | --------------------------------------------------- | ------------------ | ------------------------- | ------------------------- | --- | ---------------------------- |
| 1931 | Certamen musical - Fiestas en honor de la República | Torrent - Valencia | Sección 2ª                | Premio ?.                 | Rosamunda - F. Schubert La Dolorosa -José Serrano | D. Tomás Juan y 36 músicos   |
| 1934 | Exposición de Flores, Frutos, Plantas y Aves        | Valencia           | Sección 2.ª               | 3.er Premio.              | El pregón del naranjero - J. Padilla Agua, azucarillo y aguardiente-F.Chueca | ?                            |
| 1960 | Concurso Pasadoble                                  | Cullera (Valencia) | Única                     | 3.er Premio.              | | D. Valentín Puig Yago        |
| 1960 | Certamen Feria Julio                                | Valencia           | Sección 2.ª               | 1.er. Premio              | La Venta de los gatos, intermedio-José Serrano Dejanire - C. Saint Saens | D. Valentín Puig Yago        |
| 1960 | Certamen                                            | Alcácer            |                           | 1.er. Premio              | ? | D. Valentín Puig Yago        |
| 1961 | Certamen Feria Julio                                | Valencia           | Sección 1.ª               | 3.er. Premio              | La Gran Pascua Rusa? div> | D. Valentín Puig Yago        |
| 1963 | Certamen Feria Julio                                | Valencia           | Sección 1.ª               | 1.er. Premio              | ? | D.Roberto Sáez Cambres       |
| 1964 | Certamen Nacional de Bandas Juveniles               | Valencia           | Fase Provincial           | 2º Premio                 | ? | D.Roberto Sáez Cambres       |
| 1965 | Certamen Feria Julio                                | Valencia           | Sección 1.ª               | 3.er Premio               | La tempranica - G.Giménez Orfeo en los Infiernos-Jacques Offenbach ? | D.Roberto Sáez Cambres       |
| 1966 | Certamen Feria Julio                                | Valencia           | Sección 2.ª Banda Juvenil | 3.er Premio               | | D.Roberto Sáez Cambres       |
| 1967 | Certamen Feria Julio                                | Valencia           | Sección 1.ª               | 2º Premio                 | | D.Roberto Sáez Cambres       |
| 1968 | Certamen Feria Julio                                | Valencia           | Sección 1.ª               | 1.er. Premio              | Pique Dame - V. Suppe | D.Roberto Sáez Cambres       |
| 1969 | Certamen Feria Julio                                | Valencia           | Sección 1.ª               | 1.er. Premio              | Mal de amores - José Serrano, | D.Roberto Sáez Cambres       |
| 1973 | Certamen Feria Julio                                | Valencia           | Sección Especial 'B'      | 1.er Premio               | | D.Roberto Sáez Cambres       |
| 1975 | Certamen Feria Julio                                | Valencia           | Sección Especial 'B'      | 2º Premio                 | | D.Roberto Sáez Cambres       |
| 1976 | Certamen Feria Julio                                | Valencia           | Sección Especial 'B'      | 2º Premio                 | Maese Pérez el organista - J. Gómez Sinfonia fantástica (V tiempo)- H. Berlioz | D.Roberto Sáez Cambres       |
| 1979 | Certamen Feria Julio                                | Valencia           | Sección Especial 'B'      | Mención Honorífica        | | D.Roberto Sáez Cambres       |
| 1981 | Certamen Feria Julio                                | Valencia           | Sección Especial 'B'      | 3.er Premio               | Brisas Otoñales p.d.-Gimeno Semiotècnia - Rafael Taléns Pelló Quinta Sinfonía - L.W.Beethoven | D.Roberto Sáez Cambres       |
| 1983 | Certamen Feria Julio                                | Valencia           | Sección Especial 'B'      | 3.er Premio               | Torre del Oro p.d.-Ricardo Dorado La cueva de Nerja (P.S.)-Enrique Escrivà Cuadros de Una Exposición-Modest Moussorgsky                                                                            | D.Roberto Sáez Cambres       |
| 1986 | Certamen Feria Julio                                | Valencia           | Sección Especial 'B'      | 2º Premio                 | Ateneo Musical p.d.-Mariano Puig Iridiscencias Sinfónicas - Amand Blanquer Ponsoda 1.ª Rapsodia Rumana - George Enescu                                                                             | D.Francisco J. Chornet Mena  |
| 1989 | Certamen Feria Julio                                | Valencia           | Sección Especial 'B'      | 2º Premio                 | Puenteareas p.d.-R.Soutullo Pini di Roma - Ottorino Respighi Ritual i Dances d'Algemesi - Amand Blanquer Ponsoda                                                                                   | D.Francisco J. Chornet Mena  |
| 1993 | Certamen Nacional Ciudad de Requena Julio           | Requena (Valencia) | Única                     | 3.er Premio               | Las kermes de las Vistillas - J.M. Martín Domingo Sinfonía nº 1 -El Señor de los anillos - Johan de Meig                                                                                           | En Ferrer Ferrán             |
| 2006 | Certamen Feria Julio                                | Valencia           | Sección Primera           | 2º Premio                 | Lo Cant del Valencià - Pedro Sosa Iridiscencias Sinfónicas - Amand Blanquer Ponsoda Africana-Andrés Valero Castells                                                                                | D. Andrés Valero Castells    |
| 2015 | Certamen Feria Julio                                | Valencia           | Sección Primera           | 2º Premio con 365 puntos. | Obra Obligada:“Fases” de José Alamá Gil Pasodoble: “Las Provincias” de Arturo y Vicente Terol Obra libre: “Third Symphony, Op 89” de James Barnes I.- Lento – Allegro Ritmico IV.- Allegro Giocoso | D. Francisco Valero Terribas |

#### Músicos profesionales formados en esta Sociedad
| Nombre                       | Año       | Instrumento                   | Trayectoria profesional                                                           |
| ---------------------------- | --------- | ----------------------------- | --------------------------------------------------------------------------------- |
| Esteban Esteve Jorge         | 1938-2007 | Fliscorno y director de Banda | Banda Amistad de Quart de Poblet                                                  |
| Agustín Gimeno Porta         |           | Tuba                          | Banda Municipal de Barcelona                                                      |
| Cayetano Castaño Escorihuela | 1963      | Oboe                          | Por su trayectoria ver: Archivado el 28 de septiembre de 2007 en Wayback Machine. |

#### Actuaciones destacadas
En el transcurso de toda la actividad musical se producen ciertos momentos que deben de considerarse como destacados y marcan en el tiempo la actuación que se produce. Seguidamente damos cuenta de los más destacados:
- En el año 1970, siendo todavía Banda de Educación y Descanso, fue invitada a realizar una serie de conciertos en Villagarcía de Arosa donde dejó un buen recuerdo musical y humano.

- Participación en la IV Europeade celebrada en Valencia el 18 de julio de 1967.

- Participación en la Demostración Sindical celebrada en el estadio Santiago Bernabeu con motivo del Día del Trabajo de 1972.

Estando encuadrada la Banda de Música en la obra sindical Educación y Descanso participó, junto con las bandas de Alcácer, Benaguacil, Picasent, Lira Ampostina, Filarmónica de Amposta, Vall de Uxo y Villavieja, en la XV demostración sindical con motivo del 1º de mayo.
Junto con unas tablas de gimnastas, se interpretó “La Orgía Dorada”, dentro de la estampa “Carrusel Musical”, seguidamente todas las bandas tocaron los preludios de La Revoltosa y La Verbena de la Paloma.
El acto tuvo lugar en campo de fútbol Chanmartin y estuvo presidido por Franco y el príncipe Juan Carlos.''
- Dentro de la campaña Retrobem la Nostra Música (Reencontremos Nuestra Música), la Diputación de Valencia invita a una banda de la provincia a la grabación de un disco. Este premio fue conseguido por la banda del Centro Instructivo Musical en el año 1988. Las obras interpretadas fueron todas de compositores valencianos.

- Participación en Festivales en distintas ciudades.[4]

## Actividades

### Actos Musicales
En su mayoría son actos de acompañamiento en festividades locales y religiosas, a diversas clavarías y asociaciones.
Se destacan:
- Fallas de Valencia, aportando pequeños grupos de músicos a diferentes comisiones falleras para amenizar los actos festivos.

- Comulgar de impedidos, acto religioso valenciano que se realiza dentro de las celebraciones en honor a San Vicente Ferrer, patrón del pueblo valenciano.

- Festival de Bandas de Música, dentro de las Fiestas Patronales de Mislata que tienen lugar en el mes de agosto.

- Semana Musical con motivo de los actos en honor de Santa Cecilia -patrona de los músicos- en el mes de noviembre.

- Concierto de Navidad, para unirse a las celebraciones de la Navidad.

### Agrupaciones musicales
Los músicos y educandos, según su edad y nivel de conocimientos musicales, pueden formar parte de diferentes agrupaciones musicales: Grupo de metales, Música de cámara, Grupo viento-madera, Grupo percusión, Banda Juvenil, Orquesta Juvenil.